# تشارلز ديلينجام
تشارلز ديلينجام (بالإنجليزية: Charles Dillingham)‏ هو منتج مسرحي ‏ أمريكي، ولد في 30 مايو 1868 في هارتفورد في الولايات المتحدة، وتوفي في 30 أغسطس 1934 في نيويورك في الولايات المتحدة.

## وصلات خارجية
- تشارلز ديلينجام على موقع IMDb (الإنجليزية)
- تشارلز ديلينجام على موقع قاعدة بيانات برودواي على الإنترنت (الإنجليزية)
- تشارلز ديلينجام على موقع قاعدة بيانات برودواي على الإنترنت (الإنجليزية)
- تشارلز ديلينجام على موقع قاعدة بيانات برودواي على الإنترنت (الإنجليزية)